# رأس نوبل
رأس نوبل (بالإنجليزية: Knobble Head، وتُلفظ: /ˈnɒb.əl/) هو تعرُّض صخري بارز يشكل الطرف الشرقي من جزيرة برانزفيلد في الممر المائي القطبي الجنوبي. اُختير هذا الاسم للتشكيل من قبل مسح جزر فوكلاند التابعة الجغرافي العائد لعام 1960–61.